# Laphria fortipes
Laphria fortipes là một loài ruồi trong họ Asilidae. Laphria fortipes được Walker miêu tả năm 1857. Loài này phân bố ở vùng nhiệt đới châu Phi.